# Eric Burlison
Eric Wayne Burlison, né le 2 octobre 1976 à Springfield, est un homme politique américain. Membre du Parti républicain, il représente le 7e district du Missouri à la Chambre des représentants des États-Unis depuis 2023.

## Biographie
Avant son élection au congrès en 2022, Burlison est membre du Sénat du Missouri où il est l'un des membres les plus conservateurs.
En septembre 2021, Burlison annonce sa candidature pour les élections de 2022 dans le 7e district du Missouri, alors représenté par le républicain Billy Long, qui a choisi de se présenter à l'élection sénatoriale plutôt qu'à sa réélection. Il remporte la primaire républicaine du 2 août 2022 contre sept concurrents, dont Jay Wasson, son prédecesseur au Sénat du Missouri. Il gagne nettement l'élection générale contre la démocrate Kristen Radaker-Sheafer le 8 novembre 2022.
Le 31 mai 2023, il vote contre le Fiscal Responsibility Act of 2023, le projet de loi résultant de l'accord entre Joe Biden et Kevin McCarthy pour mettre fin à la crise du plafond de la dette. En juin, il rejoint le Freedom Caucus, le groupe rassemblant les représentants républicains les plus conservateurs. Le 19 mars 2024, il fait partie des neuf élus républicains à s'opposer à une résolution condamnant l'enlèvement d'enfants ukrainiens par la Russie.
Candidat à sa réélection en 2024, il remporte largement la primaire républicaine du 6 août, puis l'élection générale du 5 novembre contre Missi Hesketh, maire démocrate de Forsyth.

## Vie personnelle
Burlison est résident de Battlefield.